# 黃登穀
黃登穀（？—？），字筠盛，號雲閣，直隸順天府大興縣人，清朝政治人物。

## 生平
乾隆二年（1737年）丁巳恩科三甲第五名進士。十一年（1746年）任鄱陽縣知縣，十八年（1753年）七月升平陽府知府。

## 家族
祖父黃華蕃；父黃叔琳；叔父黃叔璥。兄黃登賢。